# Cadeia produtiva

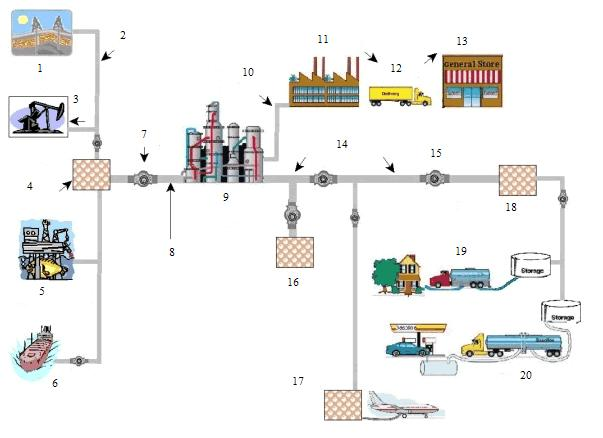
Cadeia produtiva do petróleo e gás natural (da exploração até a distribuição)

Cadeia produtiva é um conjunto de etapas consecutivas, ao longo das quais os diversos insumos sofrem algum tipo de transformação, até a constituição de um produto final (bem ou serviço). Trata-se, portanto, de uma sucessão de operações (ou de estágios técnicos de produção e de distribuição) integradas, realizadas por diversas unidades interligadas como uma corrente, desde a extração e manuseio da matéria-prima até à distribuição do produto.
Segundo Hélder Agostinho, a Association Française de Normalisation (AFNOR) adota um conceito mais amplo, considerando a cadeia produtiva como um encadeamento de modificações da matéria-prima, com finalidade econômica, que inclui desde a exploração dessa matéria-prima, em seu meio ambiente natural, até o seu retorno à natureza, passando pelos circuitos produtivos, de consumo, de recuperação, tratamento e eliminação de efluentes e resíduos sólidos.
Compreende, portanto, os setores de fornecimento de serviços e insumos, máquinas e equipamentos, bem como os setores de produção, processamento, armazenamento, distribuição e comercialização (atacado e varejo), serviços de apoio (assistência técnica, crédito, etc.).